# Ermita del Calvario (Sueras)
La ermita del Cristo de la Clemencia, también conocida como ermita del Calvario en Sueras, en la comarca de la Plana Baja, es un lugar de culto católico catalogado como Bien de Relevancia Local según la Disposición Adicional Quinta de la Ley 5/2007, de 9 de febrero, de la Generalidad Valenciana, de modificación de la Ley 4/1998, de 11 de junio, del Patrimonio Cultural Valenciano (DOCV Núm. 5.449 / 13/02/2007), con código 12.06.108-003.

## Descripción histórico-artística
No se dispone de documentación que permita datar la construcción de esta ermita situada al final del terreno que abarca el Calvario (situado en la parte alta de la localidad), localizado en el lateral derecho del terreno.
Pese a la falta de documentación, los especialistas consideran probable que el edificio se construyera durante el siglo XVIII, ya que sí aparece como edificio en uso en una documentación de 1861, en la que se habla de su reconstrucción.
Es un edificio de medianas dimensiones en el que destaca la cúpula que se apoya sobre tambor  octogonal, y se remata con teja. Además presenta torre campanario, de prácticamente la misma altura de la ermita, que se sitúa a los pies de ella y que dispone de una entrada independiente del resto del recinto sagrado. La torre se remata con una pequeña cúpula de forma piramidal pero líneas curvas, rematada por tejas vidriadas.
Externamente ya no destaca nada más, ya que su fachada (que se remata en cornisa recta, que en el centro presenta un arco apuntado) está lisa y es blanca, aunque se decora la entrada el contorno de la fachada y tanto de la puerta de acceso (rectangular y con planchas, se enmarca en dovelas irregulares), como del óculo ovalado que se abre sobre ella, con una franja color ocre, que también decora parte del remate de la cúpula, y del campanario.
En la fachada principal, al lado izquierdo de la puerta de acceso se halla la última estación del Vía Crucis, adherida a la pared.

## Fiestas
La ermita del Cristo de la Clemencia celebra sus fiestas durante el cuarto domingo de octubre. El lunes de esa semana se traslada la imagen del Cristo a la Iglesia parroquial, permaneciendo allí durante todas las fiestas, acabando éstas con la procesión que devuelve la imagen a la ermita.